# 查荣乡
查荣乡（藏語：བྲག་རོང་），是中华人民共和国西藏自治区日喀则市萨迦县下辖的一个乡镇级行政单位。

## 行政区划
查荣乡下辖以下地区：
拉雄村、拉热村、尼康村、加布玉村、松多村、江贡村、帕林村、贡堆村、江雄村、夏嘎村、具麦村和贡麦村。